# Sátão
Sátão là một huyện thuộc tỉnh Viseu, Bồ Đào Nha. Huyện này có diện tích 202 km², dân số thời điểm năm 2001 là 13144 người.